# Amplifikation (Psychologie)
Unter Amplifikation versteht man eine von Carl Gustav Jung entwickelte Methode zur Interpretation von Motiven beziehungsweise Symbolen in Träumen oder Visionen mit archetypischem Gehalt. Das Wort ‘Amplifikation’ geht auf lat. amplificatio zurück, das u. a. im Sinne von ausdehnen oder ein Argument erweitern verwendet wurde.
Die Amplifikation stellt eine Weiterentwicklung der beziehungsweise Alternative zur Traumdeutung Sigmund Freuds dar. Bei Freuds Methode der freien Assoziation greift der Therapeut nicht in die Traumschilderung des Klienten ein, sodass Assotzationsketten zu "heißen Punkten" in der Psyche des Klienten hinführen können. Bei der Jung'schen Methode der Traumdeutung wird zunächst nach persönlichen Assoziationen zu den Traummotiven gefragt. Bei Motiven, deren hypothetischer Sinngehalt nicht alleine aus persönlichen Bezügen befriedigend erschlossen werden kann, werden diese mit ähnlichen Motiven beispielsweise aus Mythologie und Symbolkunde verglichen. Dadurch können Äußerungen des Unbewussten, die allein aus dem Kontext der Biografie nicht erklärt werden können, erhellt werden.
Jung entwickelte die Amplifikationsmethode zunächst an Methoden vergleichender Textinterpretation angelehnt. Das Vergleichsmaterial sollte die Motive des Traumes mit «psychologischem Kontext» verbinden, sodass die Bedeutung der Traumsymbole «umkreist» und «erweitert» werde. Bei archetypischen, also überpersönlichen Symbolen in Träumen sei es «unumgänglich», die Bilder «in ihren symbolgeschichtlichen Zusammenhang einzureihen, denn sie bilden die Sprache der angeborenen Psyche und ihrer Struktur und sind keineswegs, was ihre Anlage betrifft, individuelle Erwerbungen».
Mithilfe der Amplifikationsmethode gewonnene Interpretationen blieben führten zu Annahmen über den Sinn eines Traumes. Oft bedürfe es auch mehrerer Träume, einer Serie, um mehr Sicherheit über die Bedeutung bestimmter Motive bei einem Menschen zu erlangen.
Die Methode der Amplifikation lässt sich auch auf den Umgang mit religiösen und mythologischen Aussagen anwenden, da diese (nach Jungs Theorie des Archetypus) ebenfalls im Zusammenhang mit Strukturen des kollektiven Unbewussten stehen.
Eine methodische Gefahr der Amplifikationsmethode bei der Deutung von Träumen oder kulturgeschichtlichen Symbolen ist es, beliebig Symbolbedeutungen an ein Motiv anzudocken. Davor warnte Jung in einem publizierten Brief als Teil seines 'Spätwerks':
«Wenn wir bei einem modernen Traum, dessen Inhalt wir zunächst nicht verstehen, Amplifikationen verwenden, so sind diese nicht x-beliebig, sondern sie sind entweder gewährleistet durch das Assoziationsmaterial des Träumers oder durch die dem Träumer zugängliche Tradition oder, in entfernterer Hinsicht, die Tradition seines historischen Milieus, und dann schließlich auch durch allgemeinere menschliche Grundanschauungen, wie z.B. Trinität, Quaternität oder sonstige universale Mythenmotive. Bei einem ausgesprochen historischen Text ist es unbedingt nötig, daß man die Sprache und die gesamte zugängliche Überlieferung des betreffenden Milieus kennt und nicht aus einem späteren Kulturmilieu Amplifikationen eranzieht. Dies ist nur dann und erst dann möglich, wenn der Sinn mit den Mitteln, welche das historische Milieu gewährleistet, genügend festgestellt worden ist. Erst dann können wir Amplifikationen von anderen Orten und Zeiten zur Vergleichung heranziehen, aber unter keinen Umständen kann man den Text erklären aus derartigen Amplifikationen.»